# Jovan Gojković
Jovan Gojković (in serbo Јован Гојковић?; Čačak, 7 gennaio 1975 – Belgrado, 22 dicembre 2001) è stato un calciatore serbo, di ruolo centrocampista.

## Biografia
Morì all'età di 26 anni in un incidente stradale.

## Palmarès

### Club

#### Competizioni nazionali
- Coppa di Serbia e Montenegro: 2

Stella Rossa: 1998-1999, 1999-2000
- Campionato serbomontenegrino: 1

Stella Rossa: 1999-2000